# Natalia Ramírez
Natalia Ramírez  (Bogotá, Kolumbia, 1967. augusztus 2. –) kolumbiai színésznő.

## Élete és pályafutása
1967. augusztus 3-án született Bogotában. Színészi karrierjét 1983-ban kezdte meg. 1992-ben a Mi unica verdad forgatása után férjhez ment és Olaszországba költözött. Milánóban született meg a lánya, Gabriela. 1996-ban elvált férjétől. 1999-ben másodszor is házasságot kötött. Ebben az évben Marcela Valencia szerepét játszotta a Betty, a csúnya lány című sorozatban. 2010-ben Rosariót alakította a Perro amorban. 2011-ben megkapta Sonia szerepét a Csók és csata című telenovellában.

### Telenovellák
| Év   | Cím                           | Magyar Cím                  | Szerep                   | Magyar hang       |
| ---- | ----------------------------- | --------------------------- | ------------------------ | ----------------- |
| 1990 | El pasado no perdona          |                             | Ximena Santamaría        |                   |
| 1990 | No juegues con mi vida        |                             | Amelia Duarte            |                   |
| 1998 | El amor es más fuerte         |                             | Carolina                 |                   |
| 1999 | Yo soy Betty, la fea          | Betty, a csúnya lány        | Marcela Valencia         | Törtei Tünde      |
| 2001 | Solterita y a la orden        | Egyedül, szabadon           | Josefa Barrios           |                   |
| 2002 | Mi pequeña mamá               | Kisanyám                    | Chantal                  |                   |
| 2003 | Dr. Amor                      |                             | Rosario Vargas           |                   |
| 2004 | Negra consentida              |                             | Esmeralda Casagrande     |                   |
| 2005 | Al filo de la ley             |                             | Barbara                  |                   |
| 2006 | Amor a palos                  | A nők visszavágnak          | Magdalena Lam de Soriano |                   |
| 2008 | Novia para dos                |                             | Silvia de Rugeles        |                   |
| 2010 | Perro amor                    |                             | Rosario Pinoz de Santana |                   |
| 2011 | Corazón apasionado            | Csók és csata               | Sonia Alcázar de Rey     | Farkasinszky Edit |
| 2013 | Rosario                       | Rosario – A múlt fogságában | Magdalena Pérez          | Farkasinszky Edit |
| 2015 | ¿Quién Mató a Patricia Soler? | A bosszú asszonya           | Carmen Sinisterra        | Farkasinszky Edit |